# Graniczna Placówka Kontrolna Dorohusk

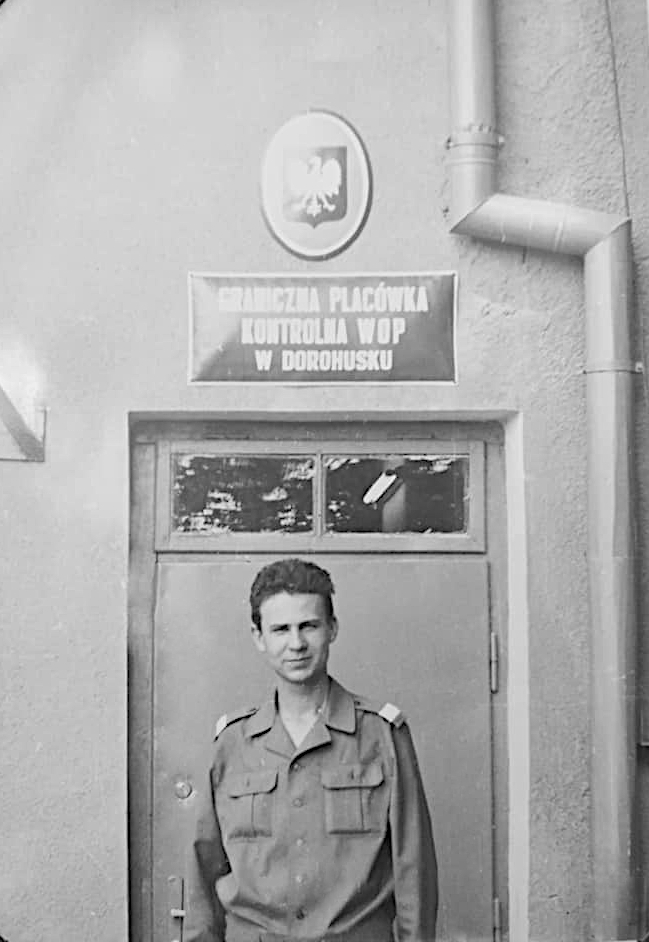
plut. Jarosław Stempkowski przed budynkiem GPK WOP w Dorohusku (1990)

Graniczna Placówka Kontrolna Dorohusk – zlikwidowany pododdział Wojsk Ochrony Pogranicza wykonujący kontrolę graniczną osób, towarów  i środków transportu bezpośrednio przejściach granicznych na granicy z ZSRR.

Graniczna Placówka Kontrolna Straży Granicznej w Dorohusku – zlikwidowana graniczna jednostka organizacyjna Straży Granicznej wykonująca kontrolę graniczną osób, towarów i środków transportu bezpośrednio w przejściach granicznych na granicy z Ukrainą.

## Formowanie i zmiany organizacyjne
Przejściowy Punkt Kontrolny Dorohusk (PPK Dorohusk) kolejowy – kategorii B sformowany został w 1946 według etatu nr 7/11  w strukturach 7 Oddziału Ochrony Pogranicza, a następnie w latach 1946–1948 jako Graniczna Placówka Kontrolna Wojsk Ochrony Pogranicza w Dorohusku w strukturach 7 Lubelskiego Oddziału Wojsk Ochrony Pogranicza.
W 1948 graniczna placówka kontrolna została przeformowana na etat 7/52 i przemianowana na Graniczną Placówkę Kontrolną Ochrony Pogranicza Dorohusk nr 30 (kolejowo-drogowa) w strukturach 13 Brygady OP. W tym samym pododdział przekazany został do Ministerstwa Bezpieczeństwa Publicznego). W 1950 Graniczna Placówka Kontrolna Dorohusk nr 30 (kolejowo-drogowa) przeformowana została na etat 096/23 będąca w strukturach 13 Brygady OP, a w 1952 GPK Dorohusk włączona została w etat 352/11 23 Brygady WOP, która została rozformowana w 1956. Na jej bazie powstała Grupa Manewrowa WOP Tomaszów (Chełm) Lubelski i Samodzielny Oddział Zwiadowczy WOP Tomaszów (Chełm) Lubelski do którego gpk została włączona. 1 maja 1957, na bazie Grupy Manewrowej i Samodzielnego Oddziału Zwiadowczego WOP zorganizowano 23 Chełmski Oddział WOP a od 1959 nadano 23 Oddziałowi nazwę regionalną: 23 Chełmski Oddział WOP.
1 lipca 1965 WOP podporządkowano Ministerstwu Obrony Narodowej, Dowództwo WOP przeformowano na Szefostwo WOP z podległością Głównemu Inspektoratowi Obrony Terytorialnej. Do Ministerstwa Spraw Wewnętrznych odeszła cała kontrola ruchu granicznego oraz ochrona GPK. Tym samym naruszono jednolity system ochrony granicy państwowej. GPK Dorohusk weszła w podporządkowanie Wydziału Kontroli Ruchu Granicznego Komendy Wojewódzkiej Milicji Obywatelskiej, kontrolę graniczną wykonywali funkcjonariusze Milicji Obywatelskiej podlegli MSW.
1 października 1971 WOP został podporządkowany pod względem operacyjnym, a od 1 stycznia 1972 pod względem gospodarczym MSW. Do WOP powrócił cały pion kontroli ruchu granicznego wraz z przejściami. Przywrócono jednolity system ochrony granicy państwowej. GPK Dorohusk podlegała bezpośrednio pod sztab Nadbużańskiej Brygady WOP w Chełmie.
W rozkazie nr 03 dowódcy WOP z 30 stycznia 1989 zobowiązano dowódcę Nadbużańskiej Brygady WOP do sformowania drogowego GPK Dorohusk oraz przygotowania tego przejścia do odpraw granicznych obywateli PRL i ZSSR przy wykorzystaniu prowizorycznych obiektów.

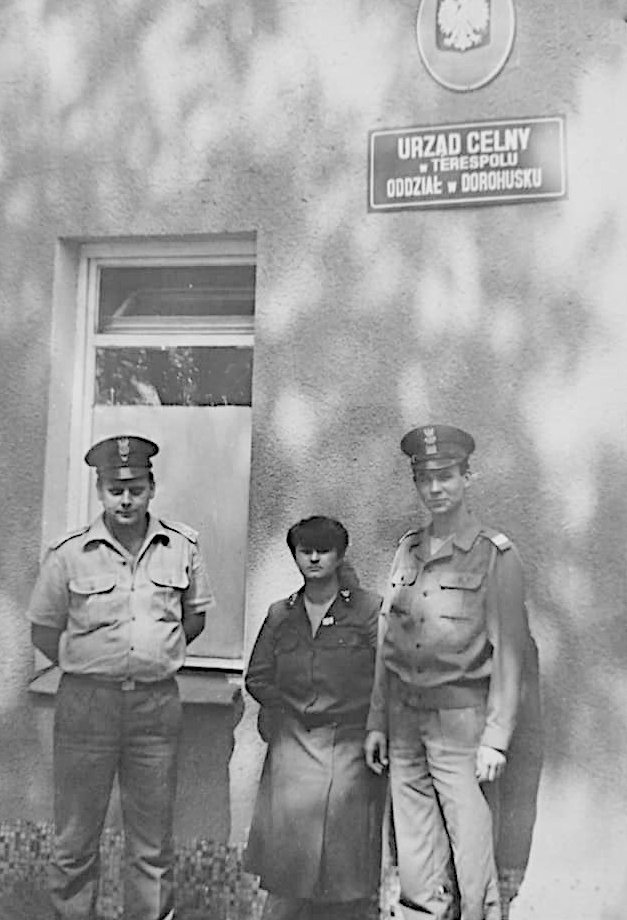
Żołnierze zawodowi WOP i funkcjonariuszka Urzędu Celnego przed budynkiem Urzędu Celnego w Terespolu Oddział w Dorohusku (1990)

1 października 1989 rozformowana została Nadbużańska Brygada WOP, na jej bazie powstał Nadbużański Batalion WOP, a GPK Dorohusk włączono w struktury Bieszczadzkiej Brygady WOP w Przemyślu i tak funkcjonowała do 15 maja 1991.
Straż Graniczna:
16 maja 1991 ochronę granicy państwowej przejęła nowo sformowana Straż Graniczna. Graniczna Placówka Kontrolna w Dorohusku, w strukturach Nadbużańskiego Oddziału Straży Granicznej w Chełmie i przyjęła nazwę Graniczna Placówka Kontrolna Straży Granicznej w Dorohusku (GPK SG w Dorohusku).
W 2000 począwszy od Komendy Głównej SG, Oddziałów SG i na końcu strażnic SG oraz GPK SG, rozpoczęła się reorganizacja struktur Straży Granicznej związana z przygotowaniem Polski do wstąpienia do Unii Europejskiej i przystąpieniem do Traktatu z Schengen. Podczas restrukturyzacji wprowadzono kompleksową ochronę granicy już na najniższym szczeblu organizacyjnym, tj. strażnica i graniczna placówka kontrolna. Wprowadzona całościowa ochrona granicy zniosła podział na graniczne jednostki organizacyjne ochraniające tylko tzw. „zieloną granicę” i prowadzące tylko kontrole ruchu granicznego. W wyniku tego nastąpiło zniesienie Strażnicy SG w Dorohusku, a ochraniany odcinek przejęła Graniczna Placówka Kontrolna SG w Dorohusku.
Jako Graniczna Placówka Kontrolna Straży Granicznej w Dorohusku funkcjonowała do 23 sierpnia 2005 i 24 sierpnia 2005, Ustawą z 22 kwietnia 2005 O zmianie ustawy o Straży Granicznej..., została przekształcona na Placówkę Straży Granicznej w Dorohusku (PSG w Dorohusku) w strukturach Nadbużańskiego Oddziału Straży Granicznej.

## Ochrona granicy
Straż Graniczna:
2 stycznia 2003 GPK SG w Dorohusku przejęła pod ochronę odcinek granicy państwowej, po rozformowanej Strażnicy SG w Dorohusku.
9 grudnia 2004 w GPK SG rozpoczął funkcjonowanie Punkt Konsultacyjny Dorohusk-Jagodzin utworzony na podstawie Porozumienia między Komendantem Głównym Straży Granicznej Rzeczypospolitej Polskiej a Państwową Administracją Służby Granicznej Ukrainy w sprawie zasad tworzenia i funkcjonowania punktów konsultacyjnych z dnia 22 września 2004, który włączony został do struktury GPK SG w Dorohusku. Głównym zadaniem punktu jest wymiana informacji niezbędnych dla efektywnej współpracy służb, szczególnie w zakresie: zmian w ustawodawstwie stron, czynników utrudniających przekraczanie granicy, sytuacji nadzwyczajnych oraz przekroczeń granicy państwowej wbrew przepisom.

### Podległe przejścia graniczne
- Dorohusk-Jagodzin (drogowe)
- Dorohusk-Jagodzin (kolejowe).

## Dowódcy granicznej placówki kontrolnej
- Rudolf Jaworowski (01.07.1950–31.01.1954)[15]
- kpt. Adam Jakubowicz[16]
- mjr Mikołaj Syczewski[16]
- mjr Ryszard Janiak[16]
- kpt. Ryszard Jurek[16] (17.07.1989–był 31.07.1990)[17].